# Les Années coup de cœur (série télévisée, 2021)
Pour les articles homonymes, voir Les Années coup de cœur et The Wonder Years.
Les Années coup de cœur
Les Années coup de cœur (The Wonder Years) est une série télévisée américaine en 32 épisodes de 22 minutes développée par Saladin K. Patterson, produite par Lee Daniels Entertainment et diffusée entre le 22 septembre 2021 et le 16 août 2023 sur le réseau ABC et en simultané au Canada sur le réseau CTV pour la première saison, et CTV 2 pour la deuxième saison.
Dans les pays francophones, elle est disponible depuis le 22 décembre 2021 sur le service Disney+, via la chaîne virtuelle Star.

## Synopsis
Inspirée de la série de 1988 du même titre, elle met en scène l'acteur Elisha Williams dans le rôle de Dean Williams et suit sa vie alors qu'il grandit à Montgomery, en Alabama, à la fin des années 1960.

## Distribution

### Acteurs principaux
- Elisha « EJ » Williams (VF : Maryne Bertieaux) : Dean Williams
  - Don Cheadle (VF : Sidney Kotto) : Dean adulte, en tant que narrateur (voix)
- Dulé Hill (VF : Rody Benghezala) : Bill Williams, le père de Dean
- Saycon Sengbloh (VF : Corinne Wellong) : Lillian Williams, la mère de Dean
- Laura Kariuki (VF : Aurélie Konaté) : Kim Williams, la sœur de Dean
- Amari O'Neil (VF : Tom Trouffier) : Cory Long
- Julian Lerner (VF : Emmylou Homs) : Brad Hitman
- Milan Ray (VF : Clara Quilichini) : Keisa Clemmons

### Acteurs récurrents
- Caleb Black (VF : Estelle Darazi) : Norman
- Allen Maldonado (en) : le coach Long
- Charity Jordan : Vivian Long, l'épouse de coach Long
- Milan Marsh : Charlene
- Andrew Tull : Hampton
- Sami Bray : Future Karen
- Spence Moore II (VF : Jonathan Amram) : Bruce Williams, le grand frère de Dean

### Invités
- Richard Gant (VF : Thierry Desroses) : Grand-père Clisby
- Malcolm-Jamal Warner : Melvin Williams, l'oncle de Dean

 Source et légende : version française (VF) sur RS Doublage

## Production
Fred Savage, qui tenait le rôle principal de la série originale, sert de producteur exécutif de cette série et réalise quelques épisodes. Il sera finalement viré de son poste, par la production en 2022 pour conduite inappropriée.
Le 13 mai 2022, la série est renouvelée pour une deuxième saison.
Le 15 septembre 2023, la série est annulée.

## Épisodes

### Première saison (2021-2022)
1. Les Années coup de cœur (Pilot)
2. La Jalousie, ce vilain défaut (Green Eyed Monster)
3. Le Club (The Club)
4. Le Lieu de travail (The Workplace)
5. La Veillée (The Lock In)
6. Soyez Prêt (Be Prepared)
7. Le Jour de l'indépendance (Independence Day)
8. Le Concours de Science (Science Fair)
9. Noël en famille (Home for Christmas)
10. Le Rallye des jeunes (Lads and Ladies and Us)
11. La Bar-mitsvah de Brad (Brad Mitzvah)
12. Je suis avec l'orchestre (I'm with the Band)
13. Le Bal de la Saint-Valentin (The Valentine's Day Dance)
14. Dean à la campagne (Country Dean)
15. Le Prof noir (Black Teacher)
16. La Soirée pygama (The Sleepover)
17. Le Boulot et les amies (Jobs and Hangouts)
18. La Graisse d'oie (Goose Grease)
19. Amour et guerre (Love & War)
20. La Nouvelle scène de Bill (Bill's New Gig)
21. Dean franchit les limites (Where No Dean Has Been Before)
22. Bisous, Dean (Love, Dean)

### Deuxième saison (2023)
Elle est diffusée depuis le 14 juin 2023.
1. One Small Step
2. Forbidden Fruit
3. Football Team
4. Blockbusting
5. Takeover Spirit
6. Bill's New Friend
7. A Star is Born
8. Like a Boss
9. Happy Birthday Clisby
10. The Happiest Place on Earth